# Liste der Nummer-eins-R&B-Alben in den USA (1987)
Dies ist eine Liste der Nummer-eins-Alben in den von Billboard ermittelten Verkaufscharts für R&B-Alben in den USA im Jahr 1987. In diesem Jahr gab es acht Nummer-eins-Alben.
| ← 1986 ← | Liste der Nummer-eins-R&B-Alben in den USA | Liste der Nummer-eins-R&B-Alben in den USA | Liste der Nummer-eins-R&B-Alben in den USA | 1988 →                    |
| \| Zeitraum \| Wo. ges. \| Interpret \| Titel \| Zusätzliche Informationen \| \| (Zeitraum, Wochen auf Platz eins, Interpret, Titel, zusätzliche Informationen) \| \| \| \| \| \| ------------------------------------------------------------------------------ \| -------- \| --------------- \| --------------------------- \| ------------------------- \| \| 27. Dezember 1986 – 15. Mai 1987 20 Wochen (insgesamt 23) \| 23 \| Freddie Jackson \| Just Like the First Time[1] \| – \| \| 16. Mai 1987 – 22. Mai 1987 1 Woche (insgesamt 2) \| 2 \| Luther Vandross \| Give Me the Reason[2] \| – \| \| 23. Mai 1987 – 5. Juni 1987 2 Wochen (insgesamt 25) \| 25 \| Freddie Jackson \| Just Like the First Time \| – \| \| 6. Juni 1987 – 12. Juni 1987 1 Woche (insgesamt 1) \| 1 \| Jody Watley \| Jody Watley[3] \| – \| \| 13. Juni 1987 – 19. Juni 1987 1 Woche (insgesamt 26) \| 26 \| Freddie Jackson \| Just Like the First Time \| – \| \| 20. Juni 1987 – 3. Juli 1987 2 Wochen (insgesamt 3) \| 3 \| Jody Watley \| Jody Watley \| – \| \| 4. Juli 1987 – 10. Juli 1987 1 Woche (insgesamt 1) \| 1 \| Smokey Robinson \| One Heartbeat[4] \| – \| \| 11. Juli 1987 – 4. September 1987 8 Wochen (insgesamt 8) \| 8 \| LL Cool J \| Bigger and Deffer[5] \| – \| \| 5. September 1987 – 11. September 1987 1 Woche (insgesamt 1) \| 1 \| Stephanie Mills \| If I Were Your Woman[6] \| – \| \| 12. September 1987 – 2. Oktober 1987 3 Wochen (insgesamt 11) \| 11 \| LL Cool J \| Bigger and Deffer \| – \| \| 3. Oktober 1987 – 18. Dezember 1987 11 Wochen (insgesamt 11) \| 11 \| Michael Jackson \| Bad[7] \| – \| \| 19. Dezember 1987 – 25. Dezember 1987 1 Woche (insgesamt 1) \| 1 \| Stevie Wonder \| Characters[8] \| – \| |                                            |                                            |                                            |                           |
| ← 1986 |                                            |                                            |                                            | → 1988 →                  |
| Zeitraum | Wo. ges.                                   | Interpret                                  | Titel                                      | Zusätzliche Informationen |
| (Zeitraum, Wochen auf Platz eins, Interpret, Titel, zusätzliche Informationen) |                                            |                                            |                                            |                           |
| 27. Dezember 1986 – 15. Mai 1987 20 Wochen (insgesamt 23) | 23                                         | Freddie Jackson                            | Just Like the First Time                   | –                         |
| 16. Mai 1987 – 22. Mai 1987 1 Woche (insgesamt 2) | 2                                          | Luther Vandross                            | Give Me the Reason                         | –                         |
| 23. Mai 1987 – 5. Juni 1987 2 Wochen (insgesamt 25) | 25                                         | Freddie Jackson                            | Just Like the First Time                   | –                         |
| 6. Juni 1987 – 12. Juni 1987 1 Woche (insgesamt 1) | 1                                          | Jody Watley                                | Jody Watley                                | –                         |
| 13. Juni 1987 – 19. Juni 1987 1 Woche (insgesamt 26) | 26                                         | Freddie Jackson                            | Just Like the First Time                   | –                         |
| 20. Juni 1987 – 3. Juli 1987 2 Wochen (insgesamt 3) | 3                                          | Jody Watley                                | Jody Watley                                | –                         |
| 4. Juli 1987 – 10. Juli 1987 1 Woche (insgesamt 1) | 1                                          | Smokey Robinson                            | One Heartbeat                              | –                         |
| 11. Juli 1987 – 4. September 1987 8 Wochen (insgesamt 8) | 8                                          | LL Cool J                                  | Bigger and Deffer                          | –                         |
| 5. September 1987 – 11. September 1987 1 Woche (insgesamt 1) | 1                                          | Stephanie Mills                            | If I Were Your Woman                       | –                         |
| 12. September 1987 – 2. Oktober 1987 3 Wochen (insgesamt 11) | 11                                         | LL Cool J                                  | Bigger and Deffer                          | –                         |
| 3. Oktober 1987 – 18. Dezember 1987 11 Wochen (insgesamt 11) | 11                                         | Michael Jackson                            | Bad                                        | –                         |
| 19. Dezember 1987 – 25. Dezember 1987 1 Woche (insgesamt 1) | 1                                          | Stevie Wonder                              | Characters                                 | –                         |